# Coptodera marginata
Coptodera marginata es una especie de escarabajo del género Coptodera, familia Carabidae. Fue descrita científicamente por Dupuis en 1912.
Habita en Japón y Taiwán.